# World of Warcraft: Wrath of the Lich King
World of Warcraft: Wrath of the Lich King és la segona expansió de World of Warcraft, seguida de The Burning Crusade. La data de llançament d'aquesta expansió és el 13 de novembre del 2008.

## Novetats i millores
- El nivell màxim ha estat augmentat a 80.
- Les professions es poden entrenar fins a 450 d'habilitat.
- El nou continent de Rasganorte (conegut com a Northrend en la saga Warcraft), amb 10 zones noves.
- Noves masmorres, incloent-hi la Fortalesa de Utgarde, i l'estança on es podrà lluitar contra el rei Lich.
- La nova classe d'heroi, el Cavallero de la Muerte.
- La nova professió d'Escriptor.
- Noves opcions de personalització per a personatges, incloent-hi noves danses i nous estils de pentinat (també funcionarà amb personatges ja existents).
- Nous edificis destructibles.
- Guerra d'assetjament i armes d'assetjament.
- Augment de les arenes: Clavegueres de Dalaran i Arena d'Orgrimmar.
- Augment de la capacitat de talents i habilitats.

## Les noves Zones deNorthrend(Rasganorte)
- Fredarra: On trobarem a Malygos, en el seu cau Nexe.

- Bosc Cançó cristal·lina: El Bosc de cristall, convertit així en la batalla dels dracs blaus i negres per un dels dracs blaus en una exagerada explosió d'energia.

- Turons Bruns (Colinas Pardas) (74-76): En aquesta zona es troba: Brumaw territori dels Furbolgs, Castell de Draktharon, El bastió dels Trolls de gel, ara en runes, i Thor Modan, construït pels nans de 'Forjàs.

- Cridoria del nord (Fiordo Aquilonal) (68-72): On es refugiaren els supervivents de l'expedició que van fer Arthas per matar a Malganis a Warcraft III Reign of Chaos.

- Glacera Coronagel (77-80): Aquí trobarem a Arthas lligat a l'esperit de Ner'Zhul el Rei Lich en el seu tron de gel, al cim alt de la torre Coronagel.

- Vall de Sholazar (75-78): Poc es coneix encara d'aquesta zona. El més rellevant és que gairebé no hi ha neu o gel en ella.

- Les tundres boreals (Tundra Boreal) (68-72): És la zona més occidental. En ella ens trobarem la nova raça d'éssers, els Incikarr (Colmillarr), que es trobaran a la seva capital Kaskala, però també hi haurà Drakkari Trolls, Dracs Blaus, No-Morts i Nagues. Ens trobarem amb una antiga ciutat dels Nerubian: Riplash que restarà en runes.

- Dragoboira (Cementeri de Dragones) (71-75): És el lloc on els dracs es reuneixen quan els arriba el moment de morir. S'hi pot trobar els següents llocs: El Cementir, Wyrmrest Temple on descansen els dracs, construït pels titans, l'entrada al regne d'Azjol-Nerub (per als nivells 74-78) i el llac Conquesta de l'hivern, on els tauren tenen el campament d'Icemist Village

- Els pics del tro (77-80): L'èpica batalla de Sargeras i Aegwynn' va tenir lloc a Freganort fa uns 800 anys. Segons el joc de rol de Warcraft, és aquí on els titans tenen el seu tercer campament en una regió d'aquesta zona anomenada Terres del misteri d'Ulduar, de manera que ens trobarem amb la base anomenada Ulduar, al nord-est de Freganort.

- Zul'Drak (73-76): On viuen els caníbals Trols de gel, la capital dels quals és Gundrak.

## Nova Capital Neutral
De la mateixa manera que existeix Metropoli de Shattrath a Corada Ardent, ens trobarem amb la ciutat de Dalaran a Freganort. Anteriorment situada en Alterac.
Situada flotant en el bosc Cançó cristal·lina intenta persuadir els dracs d'utilitzar la màgia per pertorbar l'ordre bàsic. S'hi inclou una masmorra situada en el clavegueram.
També hi ha una arena de caràcter arquitectònic basat en unes clavegueres.

## Nova Professió:Escriptor
La professió d'Escriptor permetrà millorar les habilitats i màgies dels companys i d'un mateix. La idea és afegir molt més contingut i combinacions que les que s'ofereixen amb els talents normals. Cada habilitat podrà ser millorada, per exemple, perquè es recarregui en menys temps o perquè arribi més lluny l'efecte.
Aquesta habilitat s'utilitza mitjançant el tint de plantes, pel qual requerirà ser botànic. S'utilitza per al sistema de segells, se'n poden tenir 6 (3 menors, 3 majors).

## Primera classe d'heroi: Cavaller de la mort
El cavaller de la mort:
Per poder crear-hi un cavaller de la mort has de tenir un personatge nivell 55 mínim, però només un per compte i regne.
El cavaller de la mort pot ser de qualsevol raça i començarà amb una sèrie d'atacs i amb nivell 55, també tindrà una muntura invocada: "Skeletal Deatcharger".
Els cavallers de la mort comencen en una zona nova anomenada "Bastió d'Eben" dintre de Les terres de la pesta de l'est.
Una altra novetat del cavaller de la mort és que els seus atacs funcionen amb runes: dos de sang, dos de fred i dos de profà i l'ús de poder rúnic (similar a la ira del guerrer).
L'arbre de talents del cavaller de la mort és: sang (blood) especialitzat a fer més dps, el profà (unholy) especialitzat en el combat PvP i en les invocacions i el de fred (forst) especialitzat en tanquejar i augmentar l'armadura, el més característic del tanqueig del cavaller de la mort és que ho fa amb una arma de dos mans.